# Lake Scandrett
Der Lake Scandrett (englisch, chinesisch 龙泉湖 Longquan Hu, deutsch ‚Longquansee‘) ist ein 1 km langer und von steilen Kliffs eingefasster See an der Ingrid-Christensen-Küste des ostantarktischen Prinzessin-Elisabeth-Lands. Er liegt in den Larsemann Hills.
Das Antarctic Names Committee of Australia benannte ihn nach Graham Scandrett, leitender Hubschrauberpilot bei der Errichtung der Law-Station im Jahr 1986.